# Torcegno
Torcegno är en ort och kommun i provinsen Trento i regionen Trentino-Sydtyrolen i Italien. Kommunen hade 680 invånare (2018).